# Église Sant'Egidio
Ne doit pas être confondu avec Église Sant'Egidio (Florence) ou Église Sant'Egidio a Borgo.
Pour les articles homonymes, voir Sant'Egidio.
L'église Sant'Egidio (en français : Saint-Égide ou Saint Gilles) est une église romaine située sur la piazza Sant'Egidio dans le quartier Trastevere à Rome en Italie.

## Historique
Une première église nommée San Lorenzo in Janiculo o de curtibus se trouvait sur le site. Dépendante de la basilique Santa Maria in Trastevere, elle est donnée vers 1610 à un dévot, du nom de Agostino Lancellotti, qui la restaure avec l'aide financière de la princesse de Venafro. Les travaux sont finis en 1630. Elle prend le nom de Sant'Egidio, un moine provençal, et le pape Urbain VIII l'attribue aux carmélites voisines. Celles-ci qui possédaient déjà l'église Santi Crispino e Crispiniano ne peuvent se permettre de maintenir deux édifices et décident de réédifier cette dernière sur le site de Sant'Egidio. Avec l'aide financière de Filippo I Colonna, elles font reconstruire intégralement Sant'Egidio de 1628 à 1630 et la dédient à la Madone du carmel comme en témoigne l'inscription latine toujours présente sur la porte : Mariae de Monte Carmelo Dedicatum.
En 1968, la Communauté de Sant'Egidio est créée par Andrea Riccardi dans ses locaux afin d'aider et d'évangéliser les pauvres du quartier.
Le 5 octobre 2019, le pape François institue le titre cardinalice de Sant'Egidio rattaché à l'église.

## Architecture
L'intérieur est fait d'une nef unique. L'église possède le monument funéraire de Veronica Rondinini Origo fait par Carlo Fontana et un tableau du Pomarancio représentant saint Égide.